# Type 99 (mortaio)
Il Type 99 è stato un mortaio giapponese da fanteria, in calibro 81 mm usato durante la seconda guerra mondiale dall'Esercito imperiale giapponese. Il nome era dovuto all'anno di adozione da parte delle forze armate nipponiche, anno imperiale 2599, corrispondente al 1939 del calendario gregoriano.

## Tecnica

### Descrizione
L'arma era un mortaio tipo Stokes-Brandt, ad anima liscia ad avancarica, con granata stabilizzata da alette e spoletta a percussione. Essa differiva dal pari calibro Type 97 per la canna corta (55,2 cm contro 125,7 cm) ed il sistema di sparo. Il pezzo poteva essere scomposto in tre componenti: canna, bipiede e piastra.
Le gambe del bipiede, costituite da tubolari metallici, erano connesse a un tubo centrale che ospitava la vite di elevazione. Per il livellamento erano vincolate al tubo centrale tramite un tirante a vite. Le gambe terminavano in piccole piastre metalliche dotate di spuntone di ancoraggio al terreno. Il sistema di brandeggio era formato invece da un manicotto che scorreva su un perno filettato trasversale, azionato dalla manovella di direzione. L'apertura delle gambe era limitata da una catena, dotata di molla ad una estremità per assorbire lo shock dello sparo. Il manicotto era collegato a un freno di sparo, formato da due cilindri idraulici con corsa di rinculo di 50 mm. Questi erano connessi alla canna tramite un collare apribile. La piastra di appoggio, in acciaio pressato, era di forma rettangolare, larga 362 mm e lunga 165,1 mm. Essa presentava una serie di nervature e rinforzi saldati sulla faccia inferiore per garantire la presa sul terreno. Una maniglia di trasporto era fissata sul bordo posteriore; inoltre due piccoli ganci saldati permettevano il fissaggio degli spallacci per il trasporto a spalla. Al centro della faccia superiore la piastra presentava una depressione semisferica che accoglieva la testa sferica del codolo della culatta della canna. Il bordo della piastra era rilevato di circa 2,5 cm e quello frontale presentava un gancio attraverso il quale veniva fatta passare l'estremità di una corta asta, usata per piccoli movimenti di allineamento del pezzo.
La bocca da fuoco, collegata al bipiede tramite un collare, era fissata alla piastra tramite la testa sferica all'estremità del tappo di culatta, che si inseriva nella sede semisferica al centro della piastra e vi veniva bloccata con una rotazione di 90°. L'anima liscia era perfettamente rifinita: infatti la tolleranza tra questa e il corpo della granata doveva essere minima, in modo da impedire alla granata di colpire il percussore con sufficiente forza da innescare la capsula della carica di lancio. Esternamente la canna era dotata di una linea per il puntamento grossolano e di una sede, verso la volata, per il fissaggio del quadrante di puntamento. Il tappo di culatta era filettato e avvitato all'estremità della canna, in modo da garantire la tenuta dei gas; esso terminava con la testa sferica di aggancio alla piastra ed era forato e filettato assialmente per accogliere il percussore ed il relativo albero a camme.
Mentre il Type 97 era dotato di percussore fisso, nel Type 99 il percussore era montato su un albero a camme, che sporgeva all'esterno del tappo di culatta; quando l'albero veniva colpito con un martello, esso spingeva in alto il percussore contro la capsula della cartuccia di lancio; la capsula innescava la carica propellente della cartuccia, che a sua volta innescava le eventuali cariche supplementari fissate alle alette della granata. Lo sparo provocava un fragoroso scoppio e una evidente vampata. Una molla, compressa dal colpo di martello, riportava poi il percussore nella posizione iniziale all'interno della culatta.

### Funzionamento
Con l'arma pronta al fuoco, il percussore era retratto all'interno del tappo di culatta dalla molla dell'albero a camme. Quando il selettore di tiro era in posizione di sicura, la camma del percussore era bloccata e il mortaio non poteva sparare. Con il selettore in posizione di fuoco, il percussore era retratto ma la camma era libera di muoversi. Colpendo l'albero con un blocchetto o un martello, il percussore era forzato fuori dal tappo di culatta, colpendo la capsula della carica di lancio. Da notare che il selettore non poteva essere portato dalla posizione di sicura a quello di fuoco con la camma in compressione; se veniva portato invece dalla posizione di fuoco a quella di sicura con la camma in compressione, il percussore rimaneva bloccato fuori dal tappo di culatta e il mortaio sparava automaticamente quando la granata cadeva all'interno della culatta.

## Munizionamento
Il mortaio disponeva di due tipi di munizioni da guerra: ad alto esplosivo e a caricamento chimico/fumogeno. Il munizionamento ad alto esplosivo comprendeva due tipi di granate: una da 3,26 kg e una da 6,48 kg. La munizione completa da 3,26 kg era costituita da spoletta a percussione, corpo bomba, alette stabilizzatrici, cartuccia propellente e carica di lancio aggiuntiva. La carica di lancio aggiuntiva era costituita da cariche incrementali in sacchetti di seta laccata, contenenti balistite. La cartuccia propellente, inserita nel codolo del corpo bomba, era simile a una cartuccia da fucile a canna liscia calibro 12, con fondello in ottone. Il corpo bomba della granata HE era dipinto di nero, internamente ed esternamente, e conteneva una carica esplosiva di circa 450 g di TNT. Intorno alla base del corpo era dipinta una banda bianca, una gialla alla giunzione tra corpo bomba e pinne stabilizzatrici, una rossa intorno all'adattatore della spoletta. La granata da 3,26 kg era lunga 29,5 cm senza la spoletta.
La spoletta delle granate da 81 mm funzionavano ad impatto, con attivazione istantanea o ritardata: una spina cava in ottone poteva essere inserita nella spoletta, ritardando l'attivazione di 0,1 secondi. Durante il trasporto, le spolette erano conservate separatamente dalla granata, in un contenitore di latta saldata munito di tappo a vite, tra due blocchetti di legno sagomato.
Oltre alla munizioni da guerra, il Type 99 poteva sparare anche un razzo di segnalazione verde o un fumogeno con paracadute. Anche per questo mortaio inoltre disponeva della inusuale munizione giapponese per la dispersione di mine antiaeree. All'inizio della guerra i giapponesi non disponevano di un adeguato sistema di stoccaggio delle munizioni: venivano trasportate in casse di legno, con imbottiture per mantenerle in posizione e rudimentali sigillature in catrame sulle giunture delle tavole e nei fori per le corde. A volte le munizioni venivano avvolte in carta oleata per una impermeabilizzazione addizionale. A causa di questo stoccaggio difettoso era comune che dal 50 al 90% delle bombe a mano e delle granate da mortaio giapponesi non funzionassero. Nel corso della guerra si cercò di risolvere il problema inserendo nelle casse un rivestimento interno metallico o in carta catramata, riducendo così il deterioramento delle munizioni.